# Kathetostoma binigrasella
Kathetostoma binigrasella är en fiskart som beskrevs av Martin F. Gomon och Roberts 2011. Kathetostoma binigrasella ingår i släktet Kathetostoma och familjen Uranoscopidae. Inga underarter finns listade i Catalogue of Life.